# Edwin O. Reischauer
Edwin O. Reischauer, all'anagrafe Edwin Oldfather Reischauer (Tokyo, 15 ottobre 1910 – La Jolla, 1º settembre 1990), è stato un linguista, orientalista e diplomatico statunitense, principalmente noto per aver redatto il sistema McCune-Reischauer per la romanizzazione della lingua coreana.

## Biografia
Nato a Tokyo nel 1910 da Helen Sidwell e August Karl Reischauer, frequentò la American School in Japan, e con suo fratello minore studia presso l'Oberlin College, ottenendo un B.A. nel 1931, per poi laurearsi alla Harvard University nel 1939.
Sempre nel 1939, oltre ad insegnare ad Harvard nel Department of Far Eastern Languages, fino al 1941 con George M. McCune, pubblica il sistema McCune-Reischauer, uno dei due più usati sistemi per la latinizzazione del coreano.
Nel 1941 viene reclutato dall'esercito statunitense come esperto del Giappone, e si diceva che aveva salvato la città di Kyoto da un bombardamento atomico, convincendo il suo capo a persuadere il Segretario di Stato per la Guerra, Henry Stimson, a non bombardare la città e a cancellarla dalla lista degli eventuali obbiettivi, tuttavia Reischauer ha smentito queste voci.
Tornato ad Harvard nel 1946, con John King Fairbank, apre un corso di laurea in Storia dell'Asia Orientale, che sarà la base di due libri di testo: East Asia: The Great Tradition (1958) e East Asia: The Modern Transformation (1965).
Nel 1961, data la sua esperienza sugli usi e costumi giapponesi, fu nominato ambasciatore americano in Giappone.
Nel 1964 fu vittima di un attentato e in quell'occasione ricevette una trasfusione di sangue infetto dal virus dell'epatite, e perciò dovette lasciare l'incarico e ritornò all'insegnamento nel 1966, diventando direttore dell'Harvard-Yenching Institute e del Department of Far Eastern Languages e avendo tra i suoi studenti anche il senatore Jay Rockefeller.
Nel 1981, alla fine del suo incarico, durante la festa d'addio, dichiarò: «Per quel che ricordo, quando venni la prima volta qui, c'erano solo due persone interessate negli studi sull'Asia Orientale: io e mio fratello».
Nel 1973 fondò e divenne direttore del Japan Institute, successivamente rinominato Edwin O. Reischauer Institute of Japanese Studies in suo onore nel 1985.
È morto nel 1990 per problemi al fegato legati all'epatite.

## Vita privata
Il 5 luglio 1935 sposa Elinor Adrienne Danton a Tokyo, e da lei ebbe tre figli.
Dopo la sua morte, avvenuta nel 1955, sposerà Haru Matsukata il 16 gennaio 1956, e insieme progetteranno la loro casa a Belmont, in Massachusetts (la Edwin O. Reischauer Memorial House).

## Opere
- (EN) My Life Between Japan and America, HarperCollins Publishers, 1º agosto 1986, ISBN 0060390549.
- (EN) The Romanization of the Korean Language Based Upon Its Phonetic Structure, 1939.